# Кэри, Дайана Серра
Дайана Се́рра Кэ́ри (англ. Diana Serra Cary, урождённая Пэ́гги-Джин Монтго́мери (англ. Peggy-Jean Montgomery); 29 октября 1918 — 24 февраля 2020) — американская актриса, популярная в эпоху немого кино под именем Малы́шка Пэ́гги (англ. Baby Peggy). Одна из трёх основных детей-актёров в Голливуде в эпоху немого кино, наряду с Джеки Куганом и Мэри Осборн.

## Биография
В период с 1921 по 1923 год она снялась более чем в 152 короткометражках и девяти художественных фильмах студии «Century Studios». В 1922 году, на пике своей популярности, она получила более миллиона писем в год от своих поклонников, а в 1924 году была удостоена прозвища «Малышка на миллион», из-за своих гонораров, достигавших до 1,5 млн долларов в год. Несмотря на это, в 1925 году её карьера резко оборвалась, после того как её отец поссорился с продюсером студии. К тому времени её родители, занимавшиеся всеми финансами дочери, почти полностью потратили все её заработки на дорогие машины, дома и одежду, не оставив никаких сбережений на нужды повзрослевшей дочери и её образование. С 1925 года Малышка Пэгги в поисках новых доходов стала принимать участие в водевилях, много гастролируя в США и Канаде. Однако в 1929 году она была вынуждена прекратить выступления из-за проблем со здоровьем. Её родителям пришлось искать дополнительные заработки, чтобы она получила образование.
В 1938 году, после ряда эпизодических ролей в кино, Малышка Пэгги завершила свою карьеру. В том же году она вышла замуж за Гордона Айерса и, желая дистанцироваться от прилипшего образа Малышки Пэгги, взяла фамилию мужа, став Дайаной Айерс. Последующие годы работала сценаристом на радио, но в итоге нашла себя в качестве автора ряда успешных книг и публикаций, посвящённых голливудской эпохе немого кино и детям-актёрам. Она также занимала активную позицию в защите прав детей-актёров. В настоящее время большинство детских фильмов актрисы не сохранилось.
В 1954 году, спустя шесть лет после развода, она вышла замуж за Боба Кэри, от которого родила сына Марка, вместе с которым оставалась до его смерти в 2001 году.